# Wasserturm Rostock
Der städtische Wasserturm von Rostock ist ein denkmalgeschütztes Technikbauwerk mit einem Hochbehälter, der sowohl zur Trinkwasserversorgung der Einwohner als auch zur Erzeugung eines gleichbleibenden Wasserdrucks im Wasserleitungsnetz der Stadt diente. Er befindet sich an der Blücherstraße, unweit des Rostocker Hauptbahnhofs. Der 1903 errichtete Wasserturm zählt heute zu den bedeutenden historischen Bauwerken Rostocks. Ab 1959 wurde das Bauwerk nicht mehr benötigt und stillgelegt, aber erst in den 1990er Jahren  saniert und im Innenbereich umgebaut.

## Der Bau
Der polygonale Sockel besteht aus Naturstein, der Aufbau aus Backstein. Auf den Sockel folgt ein im Grundriss kreisrunder, sich nach oben verjüngender Schaft. Durch Einsatz von glasierten Backsteinen erhält die glatte Wand Zierstreifen, die im unteren Bereich schräg aufsteigen, darüber ein Zickzackmuster ergeben. Ein Fries mit Kreuzmuster umschließt den Schaft gürtelförmig. An der Vorderseite ist der Fries durch ein Wappenmosaik unterbrochen. Es zeigt eine frühere Version des Rostocker Wappens, bei dem der Rostocker Greif aufrecht steht. Rundbogenarkaden bilden den Übergang vom Schaft zum Bereich des Hochbehälters, wo sich der Turm verbreitert. Die Ummantelung des Behälters ist sehr aufwändig gestaltet und knüpft mit ihren Schmuckelementen an Bauformen der Backsteingotik an: Sieben kupfergedeckte Türmchen bilden den oberen Abschluss. Dazwischen stehen sechs Giebelelemente mit spitzbogigen Blendnischen, die den Eindruck von Kirchenfenstern erwecken. Als Hochbehälter fungiert ein Stahltank, der 800 m³ Wasser fasst.

## Geschichte

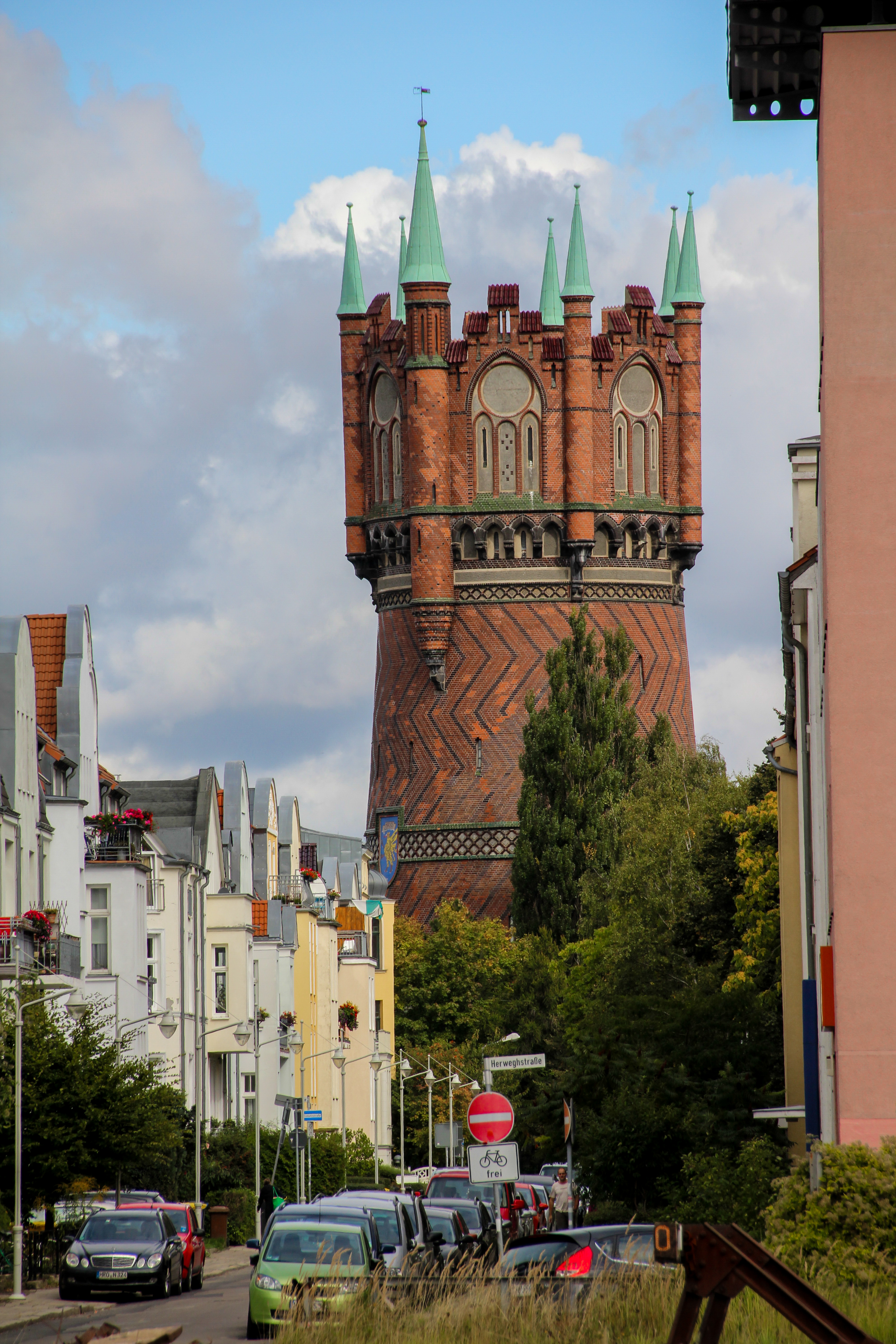
Wasserturm (2013) von Südwest

Der erste, heute nicht mehr existierende Wasserturm Rostocks wurde auf dem Galgenberg oberhalb der Warnow errichtet. Er war Teil der ersten zentralen Wasserversorgung der Stadt, die im Juni 1867 ihren Betrieb aufnahm. Unterhalb des Galgenberges entstand 1893 nahe der Warnow ein neues Wasserwerk, 1903 folgte der Bau des neuen Wasserturmes. 
Während der Bombennächte im Zweiten Weltkrieg wurde das Bauwerk erheblich beschädigt. Weil der Turm für die Trink- und Löschwasserversorgung der Stadt unentbehrlich war, erfolgte eine sofortige Reparatur. Bis 1959 diente der Wasserturm seinem ursprünglichen Zweck. Danach wurde die Wasserversorgung auf moderne Pumpen umgestellt, die einen gleichbleibenden Wasserdruck erzeugten.

## Erhaltung und Umnutzung
In den Jahren 1991 bis 1996 erfolgten die erste Sanierung und ein umfassender Umbau durch das AFW Arbeitsförderungs- und Fortbildungswerk Rostock, dabei sind sieben Geschosse im Innern entstanden. Sie wurden als Jugendbegegnungsstätte und als Depot des Kulturhistorischen Museums genutzt. Teile der technischen Ausrüstung wie der Hochbehälter und die Rohr- und Ventilsysteme konnten beim Umbau erhalten werden.

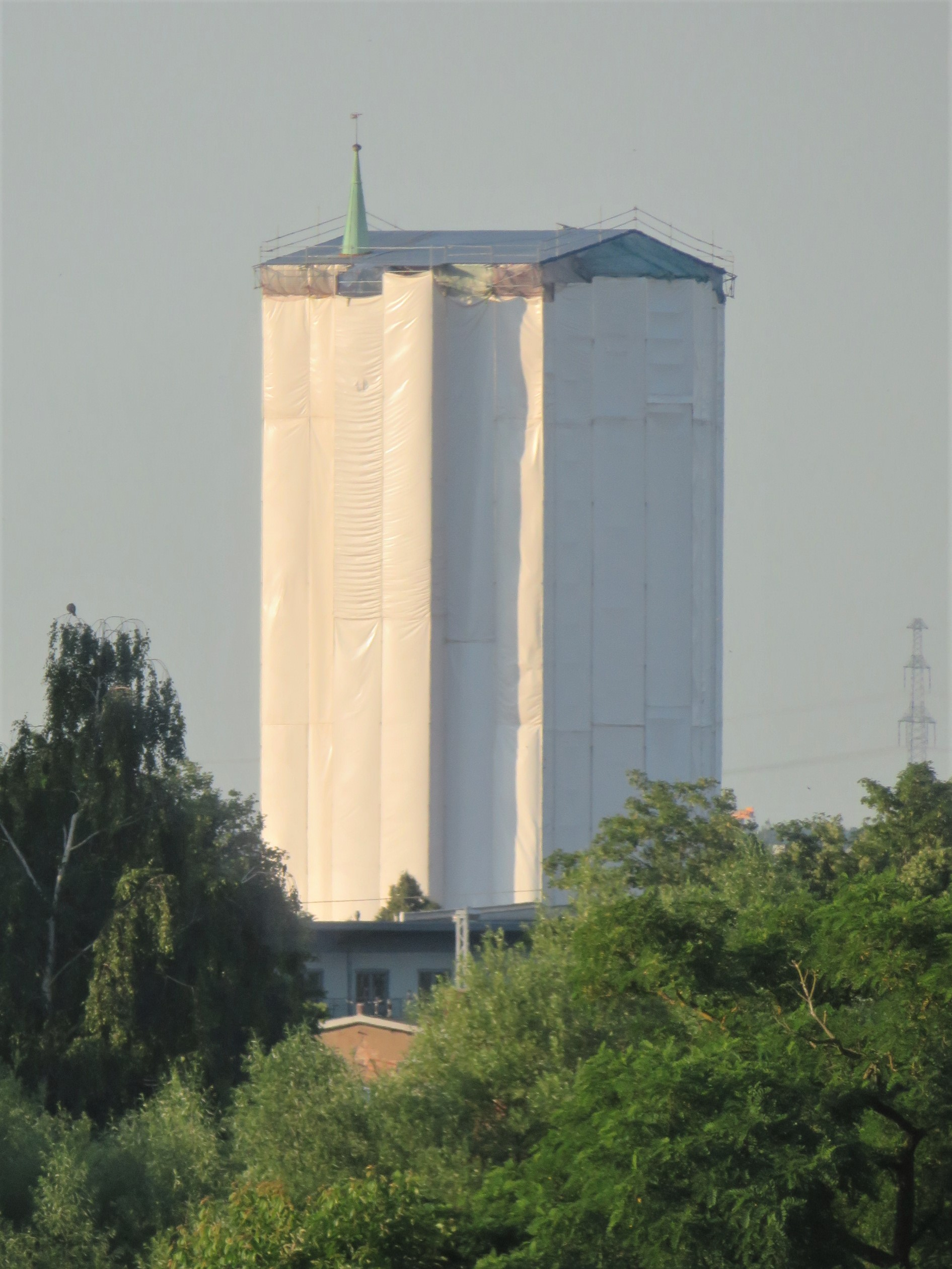
Während der Sanierung (Juli 2021)

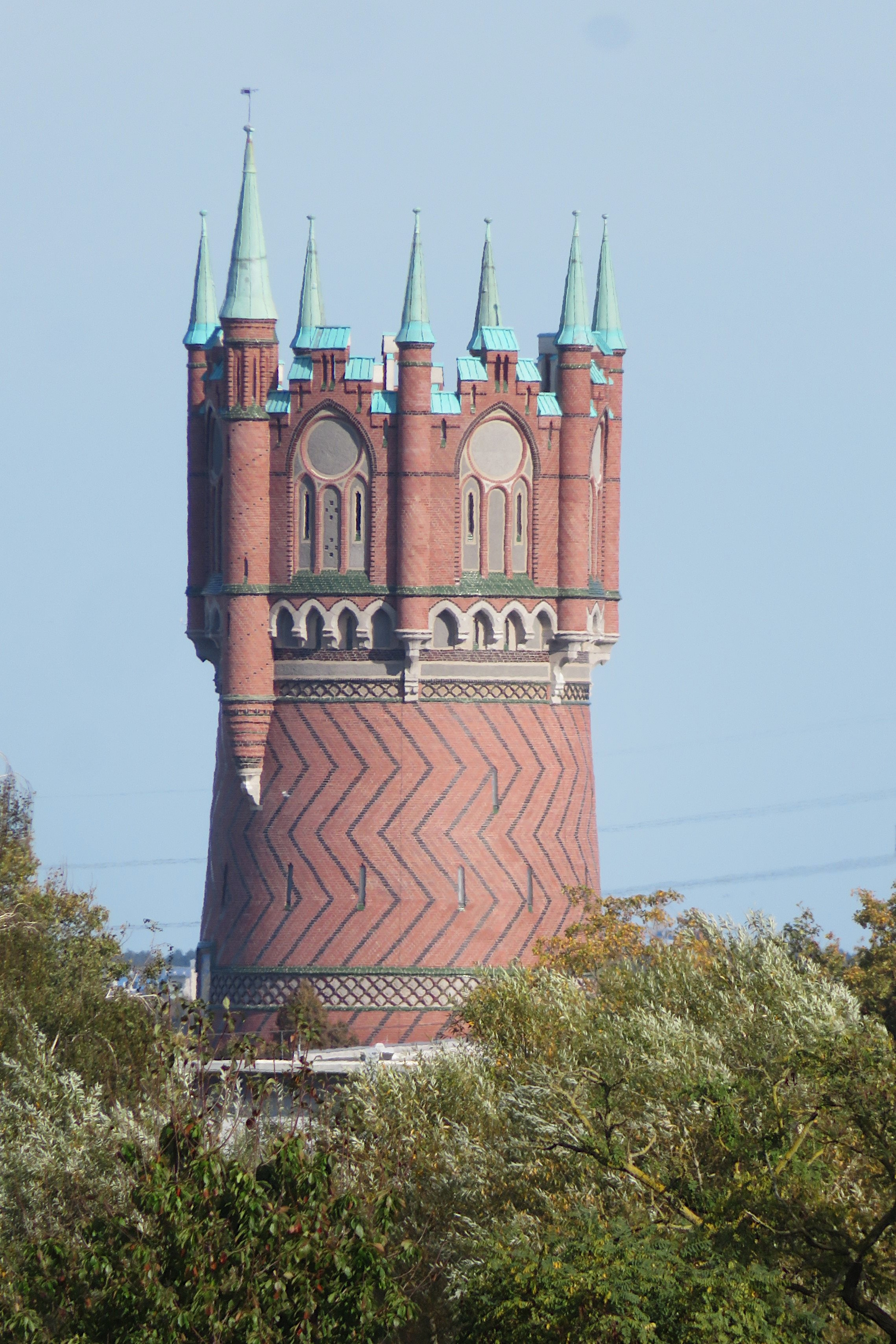
Nach der Sanierung (Oktober 2024)

Im Mai 2017 stellte der Eigenbetrieb Kommunale Objektbewirtschaftung und -entwicklung der Hanse- und Universitätsstadt Rostock KOE fest, dass nur eine umfangreiche Sanierung die historisch wertvolle Bausubstanz vor dem endgültigen Verfall bewahren würde. Die Ende 2018 durchgeführte Bestandsaufnahme ergab ein größeres Schadensausmaß als zunächst vermutet: Nötig wurden ein Rückbau der Türme und des Daches, der Austausch des defekten Ringankers und der Aufbau neuer Decken. Das Nachbrennen und Glasieren der neuen Steine sollte eine Ziegelei übernehmen. Die Sanierungsarbeiten sollten im 2. Quartal 2020 beginnen und Ende 2021 abgeschlossen sein. Aus dem staatlichen Förderprogramm „Städtebaulicher Denkmalschutz Ost“ konnten 1,8 Mio. Euro eingeworben werden. Die Investitionskosten sollten sich auf 5,8 Mio. Euro belaufen.
2021 mussten die Sanierungsarbeiten aufgrund von mangelndem Know-how ausgesetzt und ein neues Unternehmen für das Brennen der speziellen Steine gefunden werden. Die im November 2022 erneut aufgenommenen Arbeiten sollten voraussichtlich 2023/2024 abgeschlossen sein. Das geplante Investitionsvolumen wurde zu diesem Zeitpunkt nur geringfügig höher mit ca. 6,2 Mio. Euro beziffert. Der Rechtsstreit mit der alten Baufirma war noch anhängig.
2024 erfolgte die Fertigstellung: Im Mai erhielt das Baudenkmal sechs seiner sieben Ziertürme zurück. Im Spätsommer konnte mit dem Rückbau der Planen sowie dem Abbau des Fassadengerüsts begonnen werden. Als letzter Schritt fanden Arbeiten am Natursteinband im Bereich des Turmsockels statt. Mit Stand Oktober 2024 werden die voraussichtlichen Investitionskosten mit 10,3 Mio. Euro angegeben.

## Vergleichbare Türme
Die kleineren Wassertürme in Schwerin-Neumühle und in Eutin weisen mit ihrem neugotischen Dekor Ähnlichkeiten mit dem Rostocker Turm auf.